# Нижняя Северная Рассоха
Нижняя Северная Рассоха — река в Горнозаводском районе Пермского края на Среднем Урале. Правый приток Вижая (бассейн Чусовой).
Высота устья — 351 м над уровнем моря. Высота истока — 500 м над уровнем моря.
Длина реки — 15 км. Исток в 13 км к северо-северо-востоку от посёлка Сараны. Течёт по лесам почти на юг, впадает в Вижай по правому берегу в 108 км от его устья, в 1,5 км к северо-востоку от упомянутого посёлка. Населённых пунктов в бассейне реки нет.

## Данные водного реестра
По данным государственного водного реестра России относится к Камскому бассейновому округу, водохозяйственный участок реки — Чусовая от в/п пгт. Кын до устья, речной подбассейн реки — Кама до Куйбышевского водохранилища (без бассейнов рек Белой и Вятки). Речной бассейн реки — Кама.
Код водного объекта в государственном водном реестре — 10010100712111100011832.